# Manoj Sarkar
Manoj Sarkar (12 de enero de 1990) es un deportista indio que compite en bádminton adaptado. Ganó una medalla de bronce en los Juegos Paralímpicos de Tokio 2020 en la prueba individual (clase SL3).

## Palmarés internacional
| Juegos Paralímpicos | Juegos Paralímpicos | Juegos Paralímpicos | Juegos Paralímpicos |
| Año                 | Lugar               | Medalla             | Prueba              |
| ------------------- | ------------------- | ------------------- | ------------------- |
| 2020                | Tokio (Japón)       | Medalla de bronce   | Individual SL3      |